# Stevie Ray Vaughan
Stevie Ray Vaughan, właśc. Stephen Ray Vaughan (ur. 3 października 1954, zm. 27 sierpnia 1990) – amerykański gitarzysta blues-rockowy. W 2003 pojawił się na 7. miejscu listy magazynu Rolling Stone 100 największych gitarzystów wszech czasów. Duży wpływ na jego twórczość wywarł Jimi Hendrix.

## Życiorys
Vaughan urodził się i wychowywał się w Dallas w stanie Teksas. Interesował się muzyką rockową. Zaczął grać na gitarze. Jako nastolatek grał w zespołach garażowych. W wieku 17 lat porzucił szkołę by zostać muzykiem zawodowym. Założył zespół Stevie Ray Vaughan and Double Trouble. W 1982 zespół wystąpił na festiwalu w Montreux, dzięki czemu na Vaughana zwrócili swoją uwagę David Bowie i Jackson Browne. Bowie zatrudnił go przy nagrywaniu swojego albumu Let’s Dance. Planowane było również wzięcie udziału Vaughana w trasie promującej album, ten jednak odmówił.
Za pośrednictwem swego menedżera Vaughan i jego grupa Double Trouble, podpisała kontrakt płytowy z wytwórnią Epic i nagrała kilka albumów. Kariera Vaughana cierpiała jednak ze względu na jego problemy z alkoholem oraz uzależnieniem od narkotyków. 27 sierpnia 1990 po koncercie w East Troy w Wisconsin Stevie Ray oraz inni muzycy biorący udział w koncercie, między innymi David Bowie, Robert Cray i Eric Clapton weszli na pokład dwóch śmigłowców, które miały ich przewieźć do Chicago. Śmigłowiec, na którego pokładzie podróżował Vaughan wraz z czterema innymi muzykami, uległ katastrofie krótko po starcie – wszyscy muzycy zginęli.

## Dyskografia

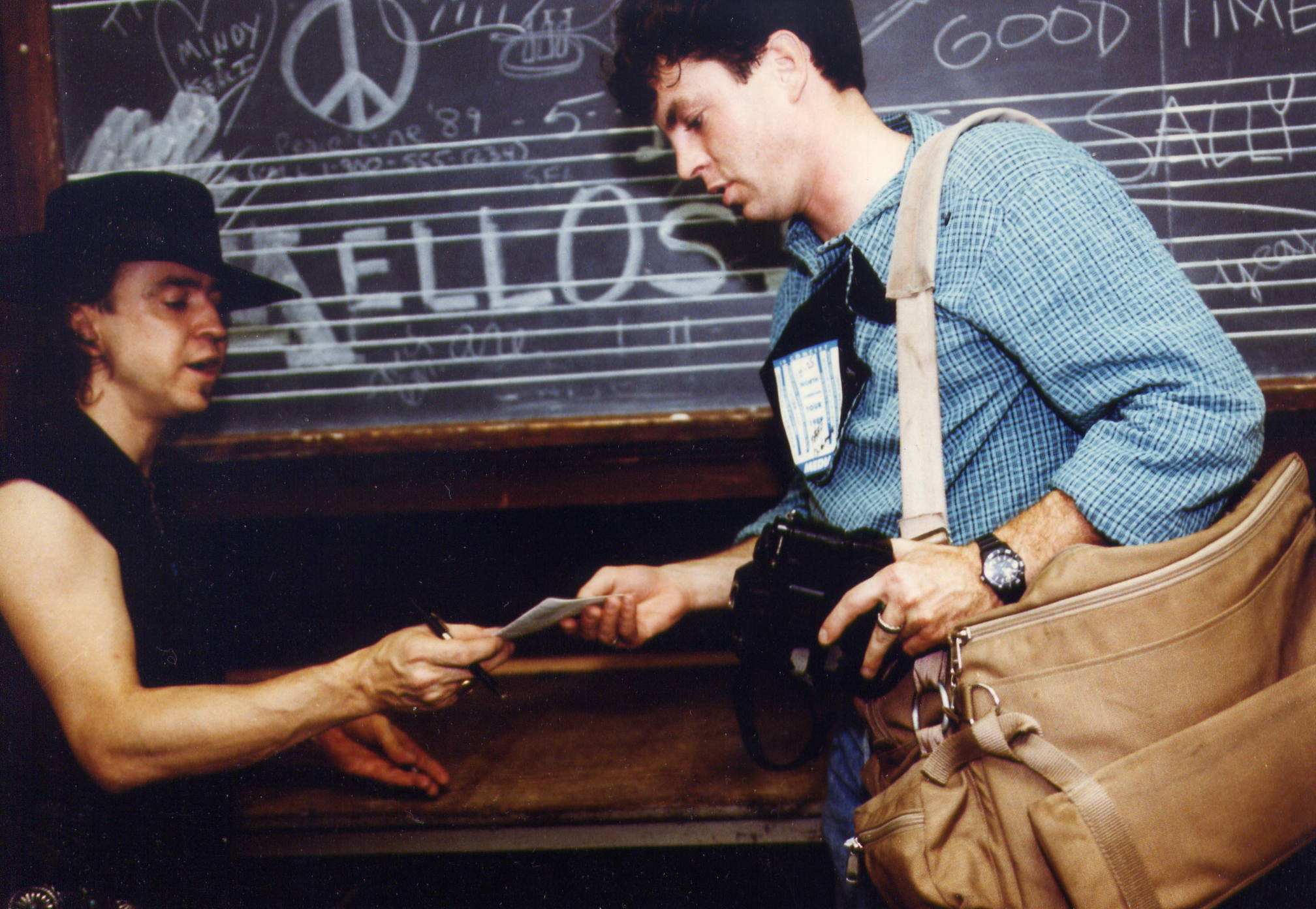
Stevie Ray Vaughan z fanem

Albumy studyjne
| Texas Flood                                              | - Data: 1983 - Wydawca: Epic Records             | 38 | –  | 16 | - USA: 2x platynowa płyta - CAN: platynowa płyta    |
| Couldn’t Stand The Weather                               | - Data: 1984 - Wydawca: Epic Records             | 31 | –  | 5  | - USA: 2x platynowa płyta - CAN: platynowa płyta    |
| Soul To Soul                                             | - Data: 1985 - Wydawca: Epic Records             | 34 | –  | 16 | - USA: platynowa płyta - CAN: złota płyta           |
| In Step                                                  | - Data: czerwiec 1989 - Wydawca: Epic Records    | 33 | 36 | 16 | - USA: 2x platynowa płyta - CAN: złota płyta        |
| Family Style (oraz Jimmie Vaughan jako Vaughan Brothers) | - Data: styczeń 1990 - Wydawca: Epic Records     | 7  | 17 | 16 | - USA: platynowa płyta - CAN: platynowa płyta       |
| The Sky Is Crying                                        | - Data: 5 listopada 1991 - Wydawca: Epic Records | 10 | 33 | 20 | - USA: 2x platynowa płyta - CAN: 2x platynowa płyta |
| „–” album nie był notowany.                              |                                                  |    |    |    |                                                     |

Albumy koncertowe
| Live Alive                    | - Data: lipiec 1986 - Wydawca: Epic records         | 52 | 20 | - USA: platynowa płyta |
| In The Beginning              | - Data: 6 października 1992 - Wydawca: Epic Records | 58 | –  | - USA: złota płyta     |
| Live At Carnegie Hall         | - Data: lipiec 1997 - Wydawca: Epic Records         | 40 | –  | - USA: złota płyta     |
| In Session (oraz Albert King) | - Data: 17 sierpnia 1999 - Wydawca: Stax            | –  | –  |                        |
| „–” album nie był notowany.   |                                                     |    |    |                        |

## Nagrody i wyróżnienia
| Rok  | Kategoria                          | Tytułem           | Nagroda | Nota | Źródło |
| ---- | ---------------------------------- | ----------------- | ------- | ---- | ------ |
| 1984 | Best Traditional Blues Recording   | Blues Explosion   | Grammy  | Laur | [ 18 ] |
| 1989 | Best Contemporary Blues Recording  | In Step           | Grammy  | Laur | [ 18 ] |
| 1990 | Best Rock Instrumental Performance | D/FW              | Grammy  | Laur | [ 18 ] |
| 1990 | Best Contemporary Blues Recording  | Family Style      | Grammy  | Laur | [ 18 ] |
| 1992 | Best Rock Instrumental Performance | Little Wing       | Grammy  | Laur | [ 18 ] |
| 1992 | Best Contemporary Blues Album      | The Sky Is Crying | Grammy  | Laur | [ 18 ] |